# Daimi (film)
 For alternative betydninger, se Daimi. (Se også artikler, som begynder med Daimi)
Daimi er en dansk kortfilm fra 2012 instrueret af Marie Grahtø Sørensen.

## Handling
Daimi er 12 år. Det er jul, og hun er på tragisk vis blevet forladt i et mørkt hjem med sin eneste ven, en kælegris. Hendes fantasi overskygger virkeligheden, der melder sig med et skrig. Daimi er ikke så alene, som hun bilder sig ind.

## Medvirkende
- Bebiane Ivalo Kreutzmann, Daimi
- Tina Fritz Christiansen
- Wilma Vujic